# Cárcel de Villa Urquiza
La Unidad Penitenciaria de Tucumán (conocida popularmente como Cárcel de Villa Urquiza) es un establecimiento penitenciario de San Miguel de Tucumán, Tucumán, Argentina. Se ubica en el predio entre las calles México, Catamarca, Delfín Gallo y avenida Líbano.
Es la cárcel de mayor importancia y que más alberga reclusos en Tucumán, con 1300 presos en su interior. El complejo ocupa las unidades 1, 2, 5, 6, 9 y 10. Es conocida por sus múltiples incidentes y la gran sobrepoblación de presos, aunado a las malas condiciones higiénicas, edilicias y de hacinamiento dentro del penal.

## Historia
Originalmente los presidiarios en Tucumán eran alojados en el sótano del Cabildo de Tucumán. En 1883 inició la construcción de una nueva penitenciaría, siendo concluida en 1886, donde actualmente se hallan la Legislatura de Tucumán y los edificios de viviendas 25 de mayo, frente a plaza Urquiza. Este reclusorio contaba con cincuenta y un celdas con capacidad para 150 presos, disponiendo de talleres de oficios, enfermería y capellanía.
Con el colapso de la vieja penitenciaría, en 1924 se comenzó con la construcción de un nuevo establecimiento penitenciario en la zona de Villa Urquiza. Este fue inaugurado en 1927, siendo una cárcel modelo y moderna para esa época. En 1929 se dio la primera fuga de presidiarios de la nueva penitenciaría al fugarse 8 presos. Posteriormente se construyeron diversas dependencias y servicios como canchas de fútbol o basquetbol, bibliotecas, una capilla-salón, entre otros.
Desde los años 50 se dieron diversas situaciones de hacinamiento dentro del penal, siendo denunciadas múltiples ocasiones como la realizada por el diputado Isaías Nougues en 1949. Por ello en 1968 se construyeron dos nuevos pabellones con capacidad para 500 personas, ampliando la capacidad del reclusorio. En esta cárcel se dio la primera acción armada en Tucumán del Ejército Revolucionario del Pueblo el 6 de septiembre de 1971: donde un pelotón liberó a doce presos de la cárcel de Villa Urquiza, matando a cinco guardias de la prisión e hirió de gravedad a dos policías. En 2024 se remodelaron los pabellones 1 y 2 de la cárcel, proyectándose además el traslado de 260 presos hacia la nueva cárcel de Benjamín Paz.